# 무트야 부에나
무트야 부에나(Mutya Buena, 1985년 5월 21일 ~ )는 잉글랜드의 싱어송라이터로, 슈가베이비스의 전 구성원이다.